# Haliophyle depupillata
Haliophyle depupillata är en fjärilsart som beskrevs av Embrik Strand 1917. Haliophyle depupillata ingår i släktet Haliophyle och familjen nattflyn. Inga underarter finns listade i Catalogue of Life.